# Terra nullius
Terra nullius eller Territorium nullius
er et juridisk begreb i folkeretten, der betegner, at et territorium ikke tilhører nogen. Et sådant område kan umiddelbart tages i besiddelse af en stat og underlægges denne stats suverænitet. Derved er Terra nullius den tredje mulighed for udvidelse af en stats område udover erhvervelse ved magt (krigsbytte, annektering etc.) eller ved aftale (traktat, afståelse). Terra nullius har historisk været benyttet som begrundelse for, at europæiske lande kunne kolonisere store dele af jorden. 
I dag er der ikke længere områder, der kan anses som terra nullius og begrebet har derfor primært betydning som basis for nuværende besiddelser.

## Historie
Den latinske betegnelse terra nullius betyder ”land uden ejer”, men begrebets oprindelse har længe været diskuteret i videnskabelige kredse. Der er ikke noget der indikerer, at det har været et koncept udviklet af romerne som grundlag for erhvervelse af land.. Det har ligeledes været anført som en historisk myte, at begrebet stammer fra en bulle givet i 1095 afpave Urban 2.. Der er ingen dokumentation for, at der er udstedt en sådan bulle eller at det skulle være sket eller udtalt i forbindelse med synoden i Clermont i 1095, der satte rammerne for det 1. korstog året senere.
Derimod anses pave Nikolaus 5.s bulle ”Romanus Pontifex” fra 1455  for at danne grundlag for opdagelsestidens europæiske monarkiers kolonisering af den ikke ikke-kristne verden.  
Retstilstanden, der udviklede sig på dette grundlag betød, at den ”civiliserede” stat, der havde ”opdaget” det nye land, kunne tage det i sin besiddelse, dvs. uafhængigt af de rettigheder, som beroede hos områdets oprindelige folk.
I angelsaksisk sammenhæng omtales princippet også som Doctrine of Discovery, dvs. opdagelsesdoktrinen. I USA henvises bl.a. til en udtalelse fra Thomas Jefferson i 1792 om, at den af de af europæiske stater udviklede doktrin om opdagelse var international ret, som også var gældende for de Forenede Staters regering. I en dom fra USAs højesteret i 1823 (Johnson v. McIntosh) blev princippet knæsat i en situation, hvor der var uenighed om ejendomsretten til et landområde. Afgørelsen lagde bl.a. vægt på, at den britiske kongemagt ”ikke havde skelnet ... mellem frit land og land okkuperet af indianere”, underforstået at landet ikke var okkuperet af kristne og derfor var frit og tilgængeligt for opdagelse.
Selve begrebet terra nullius dukker op i 1800-tallet og må anses for udviklet som en analogi fra romerrettens begreb om res nullius. Res nullius var udtryk for, at man kan tilegne sig en ting, som ikke ejes af nogen, ved at tage den i sin besiddelse (occupatio). Det dækkede over retten til at tilegne sig fisk fanget i havet eller ting (fx en slave), som andre havde frasagt sig. Derimod omfattede det ikke land.
Terra Nullius er på samme måde udtryk for, at man tager det frie land i sin besiddelse ved hjælp af okkupation og bliver derved den forklaringsmodel, der legaliserer opnåelsen af suverænitet over et landområde. 
Som folkeretligt begreb bliver ”territorium nullius” ifølge den australske historieprofessor Andrew Fitzmaurice første gang anvendt i 1888 på et møde i Institut De Droit International og ”terra nullius” blev først 20 år senere benyttet i forbindelse med polaregnene.
I nyere tid har der især i de store gamle indvandringslande (Australien, Canada og USA) været store diskussioner om terra nullius betydning i forhold til de oprindelige folks rettigheder til land. I Australien var højesteretsdommen fra 1992 ”Mabo v Queensland(No 2)” et vendepunkt derved, at den tilsidesatte hidtidig retspraksis vedrørende ret til jord til fordel for det oprindelige folks krav. Som følge af dommen blev der vedtaget lovgivning, der tilbageførte store landområder til den oprindelige befolkning.

## Eksempler

### Sagen om Østgrønland
I 1931 og 1932 okkuperede Norge to områder af Nordøstgrønland bl.a. med henvisning til, at de som ubeboede områder var terra nullius. Den Faste Domstol for Mellemfolkelig Retspleje i Haag traf den 5. april 1933 afgørelse om, at den norske annektering var ulovlig og ugyldig. Kongeriget Danmark havde erhvervet hele Grønland i medfør af  Kielertraktaten 1814, hvor den dansk-norske personalunion ophørte. Under retssagen i Haag var et af spørgsmålene, om Danmark havde opretholdt tilstrækkelig tilknytning over områderne.

### Antarktis
Størstedelen af Antarktis er opdelt af lande, der har gjort krav på dele af kontinentet og enkelte områder er folkeretligt uafklarede derved, at flere lande har gjort krav på nogle af de samme områder (fx Storbritannien, Argentina og Chile). I det meste af Marie Byrds Land er der dog ikke er blevet fremsat krav om land fra nogen suveræn stat. Ved Antarktistraktaten fra 1959 fraskrev deltagerne sig at fremsætte yderligere krav på land på Antarktis.

### Bir Tawil
Bir Tawil er et lille landområde mellem Ægypten og Sudan, som  ingen af de to suveræne stater formelt har gjort krav på, og som derfor af nogen omtales som terra nullius. Situationen opstod som følge at Ægypten og Sudan har lagt forskellige grænsedragninger til grund. Området kontrolleres de facto af Ægypten, hvilket i dag bl.a. fremgår af CIAs kort over Ægypten.

### Gornja Siga
Efter Jugoslaviens opløsning i 1991 og den efterfølgende krig, var der en række områder i grænseområdet mellem Serbien og Kroatien, som begge lande gjorde krav på. Derimod var der på den vestlige side af Donau et lille område ”Gornja Siga”, som ingen af de to lande formelt har gjort krav på. 
Området blev i 2015 proklameret som mikrostaten Liberland, der dog ikke folkeretligt kan betragtes som en statsdannelse, men måske har større lighed med Kongeriget Elleore.

### Rockall
Rockall er en lille 23 meter høj og 27 meter bred ubeboelig klippe i Atlanterhavet 407 km vest for Hebriderne, som Storbritannien ”okkuperede” i 1955 og annekterede i 1972. Formålet var at kunne udvide de økonomiske zoner, fx fiskerettigheder eller olieboring. I Danmark anerkender man at klippen er underlagt britisk suverænitet, men ikke at den kan danne grundlag for beregning af den økonomoske zone på 200 sømil.[kilde mangler]

### Svalbard
I 1600-tallet blev der gjort krav på Svalbard fra en række stater, Danmark-Norge, De Forenede Nederlande, Kongeriget Skotland og Storbritannien, som havde drevet hvalfangst fra øerne, men der havde ikke været en fast bosættelse. Først i begyndelsen 1900-tallet, hvor der blev fundet kul, blev der oprettet faste bebyggelser. I 1925 blev der indgået en traktat, som gav Norge suverænitet over øerne.